# Аббас Халили
Аббас Халили (перс. عباس الخلیلی، عباس خلیلی‎; 1895 — 1971) — иранский журналист, переводчик, политический деятель, поэт и писатель.

## Ранние годы
Халили родился в религиозной семье Шейха Асадуллы, который обучал сына арабскому и персидскому языкам. В 1910-х годах будущий писатель изучал в семинариях Наджафа исламское право и мусульманскую философию. Иракская оккупация Ирака Британией привела к появлению движения иракского сопротивления в 1918—1919 годах, когда иракские религиозные деятели начали призывать к джихаду против иракской оккупации. В этот период в Наджафе сформировалось несколько тайных обществ, среди которых Общество исламского движения (араб.  جمیعت نهضت اسلامی‎). Халили стоял у истоков создания данного общества и был его секретарём. После убийства Обществом капитана У. М. Маршалла, британского дипломата в Наджафе, армия Великобритании заблокировала город, многие участники Общества были казнены. Халили также был приговорён к смертной казни, однако он бежал в Иран и три года прожил в Реште под псевдонимом Али Фатий-аль-Эслам. Из-за арабского акцента многие называли Халили-е Араб.

## Жизнь в Иране
После объявления всеобщей амнистии в Ираке Халили раскрыл своё настоящее имя и начал работать переводчиков в газете «Гром» (перс. رعد‎ — Raʿd), а потом — в газете «Баладия». В это же время он принимал участие в работе над новым ежемесячным изданием «Этесам-оль-Мольк» (перс. اعتصام‌الملک‎), посвящённым персидской литературе, науке и политике Ирана.
После этого Халили основал газету «Шаги» (перс.  اقدام‎ — Eqdām), посвящённую социальным вопросам. Сначала она издавалась три раза в неделю, однако вскоре стала ежедневной. В 1927 году «Шаги» вместе со множеством других газет и журналов была закрыта из-за прессинга режима Резы-шаха.
В период 1922—1929 годов Халили работал переводчиком в юридическом управлении министерства юстиции. После закрытия «Шагов» журналист серьёзно занялся написанием литературы и бизнесом.
В 1949 году Халили был назначен послом в Йемене, а затем в Эфиопии. После возвращения в 1952 году он стал одним из членов совета Иранской компании рыболовства.
У Халили была интересная личная жизнь. Будучи женатым четыре раза, он имел шестерых детей — четырёх сыновей и двух дочерей, одна из которых — известная иранская поэтесса Симин Бехбахани (её мать Факр-Озма Аргун — иранская журналистика и поэтесса).
Последние годы своей жизни Халили провёл в одиночестве — он разорвал отношения с большей частью своей семьи. Это время он занимал написанием статей для журналов и газет. Умер от сердечного приступа в Тегеране в 1971 году.

## Литературная деятельность
Халили сочинял стихи как на арабском, так и на персидском языках, а также много переводил. Среди его переводов — 1100 выдержек из «Шахнаме» Фердоуси и несколько стихов Саади, которые публиковались в Египте и Ливане, а также перевод произведения Максима Горького «Тюрьма».
Халили является одним из самых известных представителей первого поколения социальных романистов Ирана, его работы были созданы под впечатлением от произведений европейских писателей, таких как Эмиль Золя. В 1920-х годах Халили написал четыре романа, посвящённых бедственному положению женщин в Иране в начале XX века. Самый известный роман Халили «Смутное время» (перс. روزگار سیاه‎ — Ruzgār-e siāh) повествует о падших женщинах и разрушенных городах. Он получил беспрецедентную любовь публики и несколько раз был переиздан.
Последующие романы Халили — «Месть» (перс. انتقام‎ — Enteqām), «Тайны ночи» (перс. اسرار شب‎ — Asrār-e šab), «Дождь» (перс. باران‎ — Bārān) и другие. Большинство этих работ были опубликованы отрывками в газете «Шаги».
Стиль последующих романов Халили не полюбился публике — вместо того, чтобы описывать сцены и события, автор больше демонстрировал ораторское искусство, проклиная человечество и его моральное вырождение. В прозе Халили смешались романтика европейской литературы и классичность персидской, щедро приправленные устаревшими арабскими терминами, плохо понятными иранским читателям.